# Chicken & Beer
Chicken & Beer es el cuarto álbum del rapero Ludacris, lanzado en 2003. Los sencillos fueron "Stand Up", producido por Kanye West, "P-Poppin'", "Splash Waterfalls", "Blow It Out" y "Diamond In The Back".

## Lista de canciones
1. "Southern Fried Intro"
2. "Blow It Out"
3. "Stand Up" con Shawnna
4. "Rob Quarters" (skit)
5. "Splash Waterfalls"
6. "Hard Times" con Eightball & MJG & Carl Thomas
7. "Diamonds In The Back"
8. "Screwed Up" con Lil' Flip
9. "T-Baggin'" (skit)
10. "P-Poppin" con Lil' Fate & Shawnna
11. "Hip-Hop Quotables"
12. "Black Man's Struggle" (skit)
13. "Hoes In My Room" con Snoop Dogg
14. "Teamwork"
15. "Interactive (skit)"
16. "We Got" con Chingy, I-20 & Tity Boi
17. "Eyebrows Down" ft. Tity Boi & Dolla Boy

- Datos: Q221496